# Pezotettiginae
Sous-famille
Les Pezotettiginae sont une sous-famille d'insectes orthoptères de la famille des Acrididae.

## Distribution
Les espèces de cette sous-famille se rencontrent en Europe, en Afrique du Nord et au Proche-Orient.

## Liste des genres
Selon Orthoptera Species File (23 juillet 2018) :
- Pezotettix Burmeister, 1840
- Sphenophyma Uvarov, 1934

## Publication originale
- Brunner von Wattenwyl, 1893 : Révision du système des orthoptères et description des espèces rapportées par M. Leonardo Fea de Birmanie.  Annali del Museo Civico di Storia Naturale ‘Giacomo Doria’, Genova, vol. 33, p. 1–230 (texte intégral).